# 拉爾夫山 (舍貝爾山脈)
46°57′28″N 12°42′52″E / 46.95772°N 12.71433°E

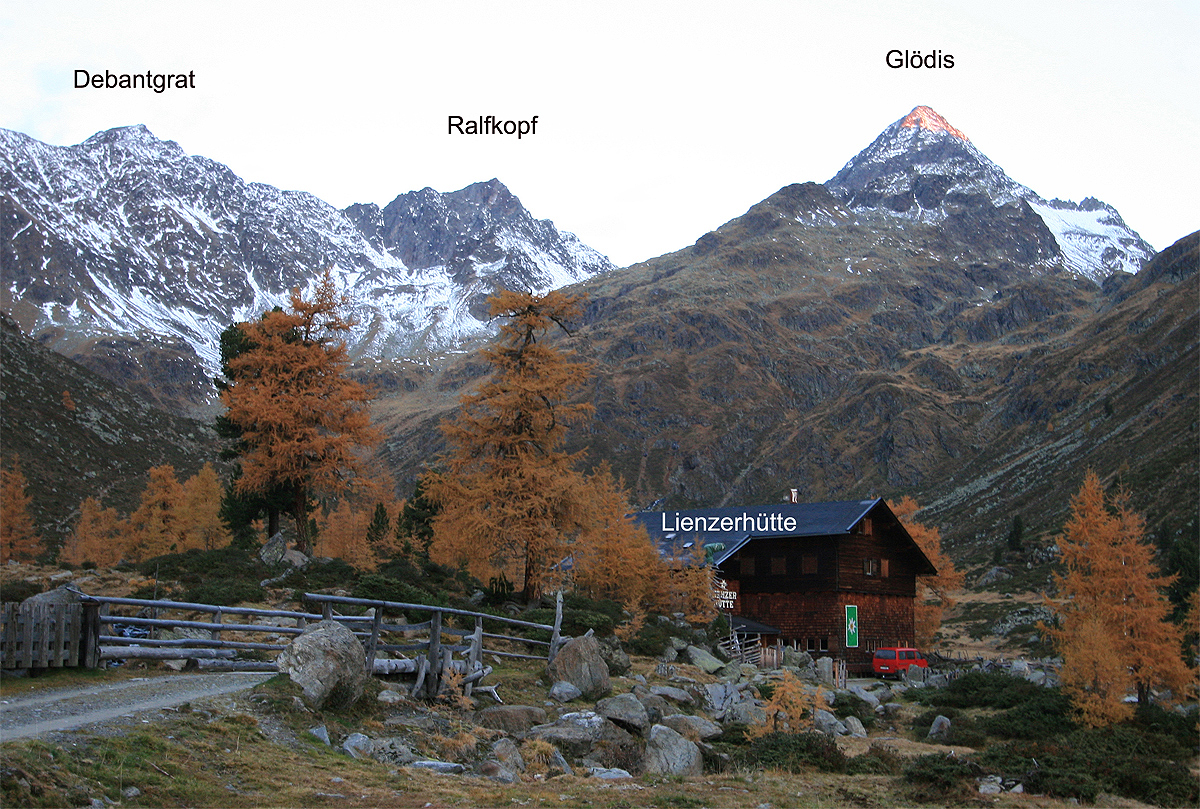

拉爾夫山（德語：Ralfkopf），是奧地利的山峰，位於該國西部，由蒂羅爾州負責管轄，屬於舍貝爾山脈的一部分，距離格勒迪斯山0.9公里，海拔高度3,106米，人類在1890年7月24日首次登頂。